# Luis Eduardo González Cedrés
Luis Eduardo González Cedrés (Montevidéu, 15 de janeiro de 1972) é um prelado uruguaio da Igreja Católica, atual bispo de Mercedes.

## Biografia
Viveu sua infância e adolescência em Gregorio Aznárez, uma cidade no departamento de Maldonado. Ele voltou para Montevidéu para continuar seus estudos e obteve um diploma em engenharia de sistemas pela Universidade ORT. Ingressou no Seminário Interdiocesano Cristo Rey para a diocese de Maldonado-Punta del Este e completou seus estudos filosóficos e teológicos na Faculdade Mons. Mariano Soler, onde obteve o título de bacharel em teologia.
Sua ordenação diaconal foi em 12 de outubro de 2008, e em 18 de abril de 2009 ele recebeu a ordenação presbiteral, sendo incardinado na diocese de Maldonado-Punta del Este.
Na diocese de Maldonado-Punta del Este atuou como assessor da Pastoral Juvenil entre 2009 e 2012, assessor da Pastoral Vocacional entre 2009 e 2016 e secretário chanceler, de 2009 a 2014. Entre setembro de 2010 e junho de 2018, atuou como administrador paroquial da Paróquia Nossa Senhora do Rosário, em Barra de Maldonado. Em janeiro de 2014 tornou-se vigário-geral da diocese, até junho de 2018.
Em 11 de maio de 2018, o Papa Francisco o nomeou como bispo auxiliar de Montevidéu. Recebeu a ordenação episcopal como bispo titular de Thugga em 17 de junho de 2018, na Catedral Metropolitana de Montevidéu, de Daniel Sturla Berhouet, cardeal arcebispo de Montevidéu, coadjuvado por Milton Luis Tróccoli Cebedio e por Rodolfo Pedro Wirz Kraemer, respectivamente, bispo e bispo emérito de de Maldonado-Punta del Este.
Em 26 de setembro de 2023, o Papa Francisco o transferiu para a Diocese de Mercedes.
Na Conferência Episcopal do Uruguai, é chefe do Departamento de Liturgia, Vocações e Ministérios.